# میچل فایگنباوم
 میچل فایگنباوم (انگلیسی: Mitchell Feigenbaum؛ زاده ۱۹ دسامبر ۱۹۴۴) یک دانشمند اهل ایالات متحده آمریکا است.